# Match de football France – Croatie (1998)
 (avril 2019).
Si vous disposez d'ouvrages ou d'articles de référence ou si vous connaissez des sites web de qualité traitant du thème abordé ici, merci de compléter l'article en donnant les références utiles à sa vérifiabilité et en les liant à la section « Notes et références ».
Le match de football France – Croatie de 1998 est la seconde demi-finale de la Coupe du monde de football 1998, jouée le mercredi 8 juillet 1998 au Stade de France devant environ 80 000 spectateurs. Cette rencontre oppose la France, pays hôte de la compétition, à l'équipe de Croatie qui participe alors à sa première phase finale de Coupe du monde. Après une ouverture du score de la Croatie, le défenseur latéral de l'équipe de France Lilian Thuram marque deux buts. La France remporte ainsi la rencontre deux buts à un et atteint sa première finale dans un Mondial.

## Hommage
La demi finale fut marquée par l'hommage rendu au gendarme Daniel Nivel pendant l'hymne national. Début juillet, le maréchal des logis chef Yves Joyez en fonction à l'escadron de Calais envoie au sélectionneur de l'équipe de France Aimé Jacquet un fanion de la légion de Gendarmerie mobile pour rendre un hommage à son collègue, le gendarme Daniel Nivel sauvagement agressé à Lens par des hooligans allemands venant assister à la rencontre Allemagne - Yougoslavie. Lors d'une réunion au centre de Clairefontaine avec les joueurs de l'équipe de France, le sélectionneur Aimé Jacquet et le capitaine Didier Deschamps décident de faire coudre cet emblème sur le fanion français lors de la demi-finale du 8 juillet 1998 opposant la France et la Croatie.

## Avant la demi-finale

### Parcours de la France
L'équipe de France a entamé la compétition de belle manière en gagnant ses trois premiers matchs de poule et en inscrivant neuf buts tout en n'ayant encaissé qu'un penalty face au Danemark. Le huitième de finale face au Paraguay fut plus délicat à gérer. Privés de leur génial meneur de jeu Zinédine Zidane, suspendu depuis son carton rouge face à l'Arabie saoudite lors du deuxième match, les Bleus peinent face à de courageux adversaires et à leur emblématique gardien José Luis Chilavert. Le salut passera par un but en or inscrit par Laurent Blanc en prolongations. Le quart de finale face à l'Italie fut une bataille entre deux formations ayant une forte culture défensive. La France s'imposera aux tirs-au-but après avoir relativement dominé le match, mais sans marquer de but.

### Parcours de la Croatie
Les Croates, emmenés par leur avant-centre madrilène Davor Suker, ont passé le premier tour sans encombre en gagnant leurs deux premiers matchs face à la Jamaïque et au Japon, puis en s'inclinant seulement 1-0 face à l'Argentine. Ils se contenteront d'une victoire par la plus petite des marges face à la Roumanie en huitième de finale grâce à un penalty de Suker. La surprise viendra véritablement du quart de finale disputé contre les Allemands, triples champions du monde (1954, 1974 et 1990) et vainqueurs de l'Euro 96. Les Croates vont produire un football éblouissant face à une équipe vieillissante dont la moyenne d'âge (30 ans et 1 mois) est la plus élevée de la compétition. Davor Suker, auteur de quatre buts en cinq matchs, est le deuxième meilleur buteur du tournoi après Christian Vieri (cinq buts).

### Médias
Le quotidien Le Monde du 8 juillet qualifia cette rencontre ainsi :
« C'est notre équipe black-blanc-beur farouchement stylée 1998 qui entre sur le terrain ce mercredi soir à Saint-Denis, pas des souvenirs. Et, en face, elle trouvera des Croates, nouvelle nation du football, nouvelle nation tout court. Un match fin de siècle, assez tendance, un peu post moderne. Très excitant. »

## Feuille de match
| Match 62                                                    | France                               | 2 - 1   | Croatie                               | Stade de France, Saint-Denis                        |                                                     |
| 8 juillet 1998 · 21 h 0 (UTC+1) · Historique des rencontres | ( Djorkaeff) Thuram 47e · Thuram 70e | (0 - 0) | 46e Šuker (Asanović )                 | Spectateurs : 76 000 Arbitrage : José García-Aranda | Spectateurs : 76 000 Arbitrage : José García-Aranda |
| 8 juillet 1998 · 21 h 0 (UTC+1) · Historique des rencontres | Blanc 76e                            | Rapport | 45e Asanović · 75e Stanić · 88e Šimić | Spectateurs : 76 000 Arbitrage : José García-Aranda | Spectateurs : 76 000 Arbitrage : José García-Aranda |

| France | Croatie |

| FRANCE :        |    |                    |     |     |
|                 |    |                    |     |     |
| Gardien de but  | 16 | Fabien Barthez     |     |     |
|                 | 03 | Bixente Lizarazu   |     |     |
|                 | 15 | Lilian Thuram      |     |     |
|                 | 08 | Marcel Desailly    |     |     |
|                 | 05 | Laurent Blanc      | 76e |     |
|                 | 19 | Christian Karembeu |     | 31e |
|                 | 07 | Didier Deschamps   |     |     |
|                 | 17 | Emmanuel Petit     |     |     |
|                 | 06 | Youri Djorkaeff    |     | 77e |
|                 | 10 | Zinédine Zidane    |     |     |
|                 | 09 | Stéphane Guivarc'h |     | 68e |
| Remplaçants :   |    |                    |     |     |
|                 | 12 | Thierry Henry      |     | 31e |
|                 | 20 | David Trezeguet    |     | 68e |
|                 | 18 | Frank Lebœuf       |     | 77e |
| Sélectionneur : |    |                    |     |     |
| Aimé Jacquet    |    |                    |     |     |

| CROATIE :         |    |                   |     |     |
|                   |    |                   |     |     |
| Gardien de but    | 01 | Dražen Ladić      |     |     |
|                   | 04 | Igor Štimac       |     |     |
|                   | 06 | Slaven Bilić      |     |     |
|                   | 20 | Dario Šimić       | 88e |     |
|                   | 13 | Mario Stanić      | 75e | 89e |
|                   | 14 | Zvonimir Soldo    |     |     |
|                   | 17 | Robert Jarni      |     |     |
|                   | 10 | Zvonimir Boban    |     | 63e |
|                   | 07 | Aljoša Asanović   | 45e |     |
|                   | 19 | Goran Vlaović     |     |     |
|                   | 09 | Davor Šuker       |     |     |
| Remplaçants :     |    |                   |     |     |
|                   | 11 | Silvio Marić      |     | 63e |
|                   | 08 | Robert Prosinečki |     | 89e |
| Sélectionneur :   |    |                   |     |     |
| Miroslav Blažević |    |                   |     |     |

## Style de jeu

### Équipe de France
Sous la houlette d'Aimé Jacquet, l'équipe de France a évolué sous une formation s'appuyant sur une base défensive extrêmement solide. Fabien Barthez dans les buts, Bixente Lizarazu en tant que latéral gauche, les stoppeurs Marcel Desailly et Laurent Blanc, ainsi que Lilian Thuram en tant que latéral droit. À l'heure d'affronter la Croatie, ces quatre défenseurs affichent un bilan de seulement deux buts encaissés en neuf matchs disputés ensemble. De plus, la charnière centrale Desailly-Blanc compte vingt-trois matchs disputés ensemble pour dix-huit victoires, cinq matchs nuls et seulement dix buts encaissés. Cette ligne de défense, considérée comme la meilleure au monde, est soutenue par une ligne de trois milieux récupérateurs : Emmanuel Petit, le capitaine Didier Deschamps et Christian Karembeu. Le résultat est qu'avec ces sept joueurs à vocation défensive, la France n'encaisse pratiquement pas de but.
Offensivement, les bleus disposent d'un duo de techniciens capables de faire la différence à n'importe quel moment : Zinédine Zidane et Youri Djorkaeff. Zidane possède les clés du jeu et agit en tant que chef d'orchestre. Djorkaeff est positionné en tant qu'électron libre, capable de dribbler très rapidement et d'affoler les défenses sur une accélération. Stéphane Guivarc'h, meilleur buteur du championnat de France, occupe la pointe de l'attaque malgré son manque de réussite durant la compétition.
À noter également que les défenseurs latéraux et les milieux récupérateurs peuvent apporter à tout moment un soutien lors des attaques, ce qui fait qu'à chaque offensive française, il y a en permanence quatre ou cinq joueurs en mesure de faire la différence. C'est pour cela qu'Aimé Jacquet affirmait que l'équipe de France n'était pas tournée vers la défensive, contrairement à ce que lui reprochaient certains observateurs.

### Équipe de Croatie
Le sélectionneur Miroslav Blazevic, ancien entraîneur du FC Nantes, a composé une équipe résolument offensive : trois défenseurs seulement, cinq milieux de terrain et deux attaquants. Cette équipe était constituée de joueurs évoluant dans les plus grands championnats européens. Ils peuvent notamment compter sur le génie offensif de Davor Suker, avant-centre du Real Madrid qui a marqué quatre buts depuis le début de la compétition. Le milieu de terrain est très fourni avec d'excellents techniciens tels que le capitaine Boban et Asanovic.

## Résumé du match

### Première mi-temps
Les Bleus livrent vingt premières minutes de bonne facture en mettant la pression sur le but de Ladic, le gardien croate. Mais par la suite, les Croates se mettent à prendre l'ascendant sur une équipe de France que l'on soupçonne d'être freinée psychologiquement par la perspective d'une finale contre le Brésil. Toujours est-il que le bloc français se retrouve complètement étiré par le pressing croate. La défense française est ainsi séparée de ses joueurs d'attaque, le bloc n'est plus compact, ce qui laisse des espaces aux Croates qui peuvent dérouler tranquillement leur jeu. Durant cette mi-temps, les Français se créeront surtout des occasions de but par des frappes de loin, alors que les Croates réussiront davantage à s'approcher du but de Fabien Barthez. L'alerte la plus importante se fait sur une frappe d'Asanovic à la suite d'un duel face à Laurent Blanc à la 34e minute.
À noter le remplacement de Karembeu, légèrement blessé, par Thierry Henry à la 29e minute.

### Durant la pause
Aimé Jacquet, voyant son équipe perdre le fil du match, tentera de mobiliser ses troupes en les alertant sur l'absence d'un véritable bloc compact. Il mettra en lumière les espaces laissés aux Croates au milieu du terrain. Ce constat est partagé par le capitaine Didier Deschamps, qui relaiera le discours du sélectionneur auprès de tous les joueurs. Laurent Blanc proposera d'exercer un pressing haut sur les Croates durant les premières minutes de la seconde mi-temps. Les joueurs se mettront d'accord sur cette tactique. À la fin de la pause, Didier Deschamps fera quelques remarques à Lilian Thuram sur son placement qui est trop bas par rapport au reste de la défense. Il lui demandera ainsi de monter d'un cran. L'explication de ce mauvais placement vient du fait que Thuram est un arrière central de métier, et non un latéral droit à l'origine. Mais du fait de la présence de Marcel Desailly et Laurent Blanc en défense centrale, il doit jouer sur le côté droit en équipe de France alors qu'il est stoppeur dans son club de Parme.

### Deuxième mi-temps
Les observations de Didier Deschamps se vérifient d'entrée. Asanovic effectue une magnifique passe pour Davor Suker qui était parti dans le dos de la défense, et qui aurait été sifflé hors-jeu si Lilian Thuram était remonté comme le reste de la défense tricolore. Le défenseur ayant remis en jeu l'avant-centre croate, celui-ci ne rate pas une telle opportunité. Il fusille un Barthez impuissant. La France se retrouve menée dès l'entame de la seconde période, à la 46e minute.
Mais dès la minute suivante, le même Lilian Thuram monte sur le front de l'attaque. Il récupère un ballon dans les pieds de Boban à l'entrée de la surface de réparation croate, sollicite le une-deux, dans l'axe, avec Djorkaeff et réussit à marquer le but de l'égalisation. Lilian Thuram se rachète et marque son premier but en sélection.
Quelques minutes plus tard, la France se crée une très belle occasion sur un corner avec des frappes successives de Blanc, Djorkaeff et Zidane. Mais la défense croate, courageuse, réussit à contrer toutes ces frappes qui partaient vers le but.
Alors que le match s'équilibre, Lilian Thuram effectue une nouvelle montée sur son côté droit à la 70e minute. Il tente un une-deux avec Thierry Henry, mais est gêné par plusieurs défenseurs croates. Il récupère le ballon dans la foulée à l'entrée de la surface de réparation et tente un tir du pied gauche. Le résultat est une somptueuse frappe enroulée au ras du poteau qui ne laisse aucune chance à Ladic. Lilian Thuram inscrit ainsi son deuxième but en équipe de France, un but décisif pour la qualification en finale. Il s'agenouille et met son doigt devant son menton pour signifier son incompréhension devant cet exploit unique dans sa carrière. Ce geste est resté célèbre et deviendra une image symbole de la carrière du joueur. Quelques minutes plus tard, Laurent Blanc se fera expulser par l'arbitre espagnol José Garcia Aranda à la suite d'une altercation avec Slaven Bilić, le défenseur croate. Bilic tirant le maillot de Blanc, ce dernier répliquera en le repoussant d'une tape de la main ouverte vers le menton. Bilic en rajoutera et l'arbitre expulsera Laurent Blanc, pourtant connu pour son très grand fair-play, le privant ainsi de la finale de la Coupe du monde.
La France réduite à dix contre onze tente de tenir. Aimé Jacquet décide dans l'immédiat de remplacer Youri Djorkaeff par Frank Leboeuf afin de retrouver une assise défensive permettant de tenir face aux Croates. Ces derniers, jouant crânement leur chance, commencent à laisser des espaces pour l'équipe de France qui joue désormais en contre. À la 90e minute, Zidane a l'occasion de tuer le match. Après avoir remonté le terrain avec le ballon sur le côté gauche, il élimine un joueur croate dans la surface adverse, mais rate le cadre. À la 93e minute, Barthez détourne d'une claquette une frappe contrée de Vlaovic qui retombait vers le but et menaçait de le lober. C'était la dernière occasion du match.
La France se retrouve qualifiée pour la première fois de son histoire pour une finale de Coupe du monde.

### Moments forts du match
- 46e minute : l'ouverture du score par Davor Suker et sa célébration.
- 47e minute : l'égalisation rageuse de Lilian Thuram qui avait été coupable sur le but inscrit une minute plus tôt. Il marque son tout premier but sous le maillot tricolore.
- 70e minute : le second but de Lilian Thuram qui sera son dernier inscrit en bleu. Il terminera sa carrière en 2008 en étant le joueur le plus capé de l'histoire de l'équipe de France avec 142 sélections.
- 74e minute : l'expulsion de Laurent Blanc, considérée par la suite comme injuste par certains spécialistes, dont Henri Michel et Arsène Wenger. Ils évoqueront au micro de Canal+ à la fin du match l'exemplarité que Laurent Blanc a démontrée durant toute sa carrière. Ce carton rouge, donnant lieu à une suspension pour le match suivant, lui retire le droit de disputer la finale contre le Brésil.
- 93e minute : la frappe contrée de Vlaovic claquée par Barthez, et qui créa une dernière sueur froide pour les supporters français.

### Dans la littérature
Le déroulement du match France-Croatie est évoqué dans le roman Leurs enfants après eux de Nicolas Mathieu, prix Goncourt 2018.

### Vidéographie
- France - Croatie 1998 (match diffusé sur Canal+, commentaires de Thierry Gilardi et de Charles Biétry).
- Les Yeux dans les Bleus (scènes inédites : mi-temps du match France-Croatie).